# どんどんライス
株式会社どんどんライスは、福岡県筑後市に本社を置く米飯、加工米穀の製造販売会社である。

## 沿革
- 1987年 - 株式会社どんどんライス設立。

## 事業所
- 福岡本社工場　福岡県筑後市長浜729-1
- 熊本本部　熊本市南区会富町46番地

## 関連会社
- ヒライ